# Щитинські
Щитинські (пол. Szczytyński, рос. Щитинские) — козацько-старшинський, а пізніше дворянський рід.

## Походження
Нащадки Івана Щитинського, поручика (кінець XVIII ст.).

## Опис герба
У червоному полі золотий кавалерський хрест, на якому ворон з кільцем у дзьобі (Сліповрон зм.).
Щит увінчаний дворянськими шоломом і короною. Нашоломник: три страусиних пера. Намет на щиті червоний, підкладений сріблом.

## Представники роду
- Щитинський, Михайло Степанович (1816 — ?) — чернігівський губернський архітектор[1]